# Малатінський потік
Малатінський потік (словац. Malatinský potok) — річка в Словаччині, ліва притока Хлебницького потоку, протікає в окрузі Дольни Кубін.
Довжина приблизно 3.5-4.0 км. Витік знаходиться в масиві Оравська Верховина; схил гори Верхов — на висоті близько 810 метрів. Протікає територією сіл Малатіна і Хлебниці.
Впадає в Хлебницький потік на висоті приблизно 575—580 метрів.